# Jeholodentidae
A Jeholodentidae az emlősök (Mammalia) osztályának és a fosszilis Eutriconodonta rendjének egyik családja.

## Tudnivalók
A Jeholodentidae családbeli emlősök a kora kréta korszakban éltek, ezelőtt 125-122 millió évvel; ott ahol ma Kína van.

## Rendszerezés
A családba az alábbi 2 emlősnem tartozik:
- Jeholodens Ji et al., 1999 - típusnem
- Yanoconodon Chen, Chen, Li & Luo, 2007

## Képek

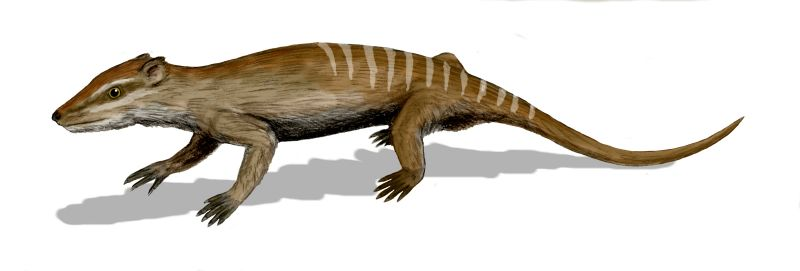
A Yanoconodon allini rekonstrukciója
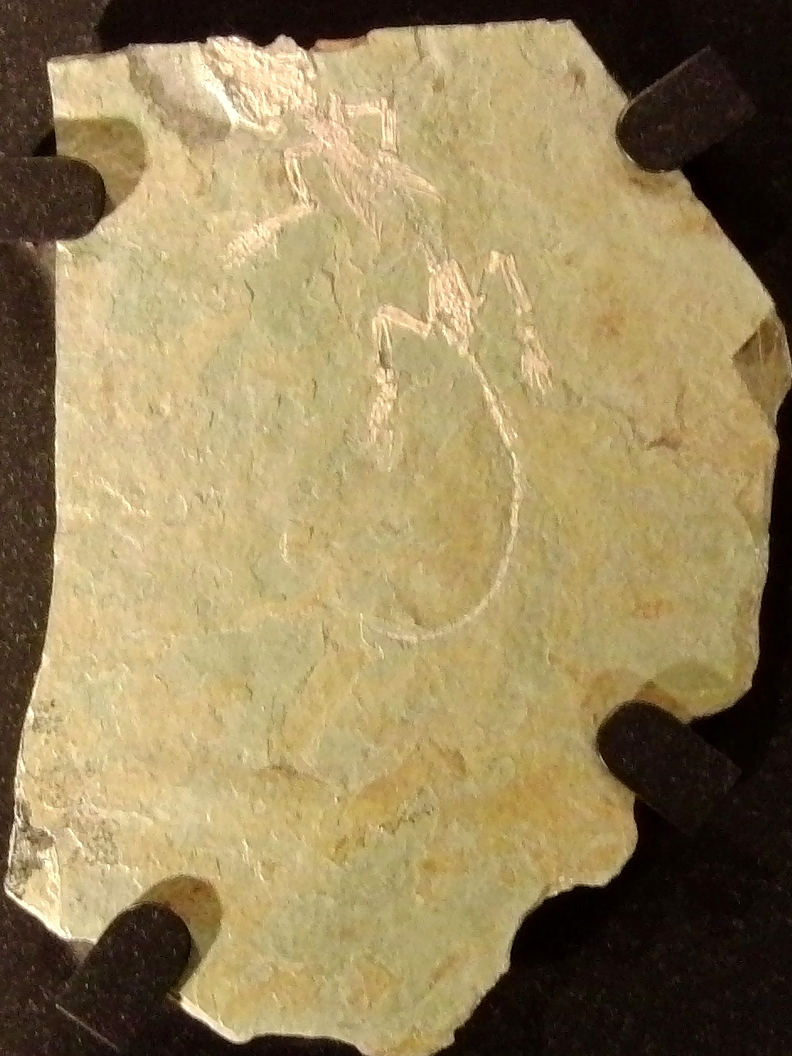
A J. jenkinsi kövülete

### Fordítás
- Ez a szócikk részben vagy egészben  a   Jeholodentidae című angol Wikipédia-szócikk ezen változatának fordításán alapul.  Az eredeti cikk szerkesztőit annak laptörténete sorolja fel. Ez a jelzés csupán a megfogalmazás eredetét és a szerzői jogokat jelzi, nem szolgál a cikkben szereplő információk forrásmegjelöléseként.